# Lettera festale
La Lettera Festale o Epistola Festale era una lettera che ogni anno il patriarca di Alessandria d'Egitto inviava a tutti i suoi vescovi suffraganei per annunciare la data in cui celebrare la Pasqua, in ossequio ai dettami del Concilio di Nicea. Il concilio aveva stabilito che fosse il patriarca di Alessandria a farlo, a causa della celebre scuola di astronomia  che risiedeva in quella città: la data della Pasqua dipende infatti da un calcolo astronomico relativamente complicato che coinvolge l'equinozio di primavera e le fasi della luna. La lettera conteneva tuttavia anche gli auguri del Patriarca, esortazioni pastorali, o anche delle osservazioni più generali di costume e politica: in questo senso sono una preziosa fonte storica.
Le lettere festali più famose sono quelle scritte dal vescovo Atanasio nel IV secolo, in una collezione che fu ritrovata in una traduzione in Siriaco nel 1842. Questa collezione di lettere è di grandissima importanza nella storia del Cristianesimo, perché esse contengono preziosissime informazioni datate sulla controversia ariana, riportate da uno dei protagonisti della controversia stessa. Le lettere festali di Atanasio sono inoltre di grande importanza anche nella storia della scienza e nella storia delle controversie sul calcolo della Pasqua, in quanto le loro date forniscono una lista completa di tutte le date di Pasqua dal 328 al 373, secondo il computo alessandrino.
Sono giunte fino a noi lettere festali anche di altri Patriarchi, come Cirillo.